# Saint-Jean-le-Vieux, Isère
Saint-Jean-le-Vieux là một xã của tỉnh Isère, thuộc vùng Rhône-Alpes, đông nam nước Pháp.